# Marjan Pečar
Marjan Pečar (* 27. Januar 1941 in Mojstrana, Königreich Jugoslawien; † 1. August 2019 in Bistrica pri Tržiču, Gemeinde Tržič, Slowenien) war ein jugoslawischer Skispringer.

## Werdegang
Sein internationales Debüt gab Pečar im Rahmen der Vierschanzentournee 1959/60, bei der er in Innsbruck mit Rang 17 das beste Resultat erreichte. In der Gesamtwertung erreichte er mit Rang 18 das beste Gesamtresultat seiner Karriere. In den folgenden Jahren konnte er daran nicht mehr anknüpfen.
Bei der Nordischen Skiweltmeisterschaft 1962 in Zakopane war Pečar zwar als Teilnehmer gemeldet, ging jedoch nicht an den Start.
Beim Auftaktspringen zur Vierschanzentournee 1965/66 gelang Pečar in Oberstdorf auf der Schattenbergschanze mit Rang 13 das beste Tournee-Einzelresultat. In der Gesamtwertung erreichte er am Ende der Tournee Rang 38. Bei der Nordischen Skiweltmeisterschaft 1966 in Oslo gelang Pečar von der Normalschanze mit Sprüngen auf 72 und 70,5 Meter der 32. Platz. Kurz zuvor hatte er von der Großschanze bereits nach zwei Sprüngen auf jeweils 74,5 Meter Platz 34 erreicht.
Bei den Olympischen Winterspielen 1968 in Grenoble startete Pečar noch einmal in beiden Einzeldisziplinen. Im Einzel von der Normalschanze erreichte er dabei den 46. und von der Großschanze den 39. Platz.

## Erfolge

### Vierschanzentournee-Platzierungen
| Saison  | Platz | Punkte |
| ------- | ----- | ------ |
| 1959/60 | 18.   | 773,4  |
| 1960/61 | 28.   | 764,0  |
| 1961/62 | 56.   | 555,5  |
| 1965/66 | 38.   | 676,1  |
| 1966/67 | 41.   | 690,6  |
| 1967/68 | 35.   | 711,7  |